# Temacapulín
Temacapulín (del náhuatl: Temaxcalli ‘Baño termal’) también conocido por el apócope Temaca; es una localidad del estado mexicano de Jalisco, que forma parte del municipio de Cañadas de Obregón en la región de los Altos de Jalisco. El 26 de junio de 2023 fue nombrada como «Pueblo Mágico» por la Secretaría de Turismo.

## Historia
Los orígenes del pueblo que hoy es Temacapulín se remontan a los años previos a la conquista española de la Nueva Galicia, la zona fue escenario de la cruenta Guerra del Mixtón que terminó con la derrota de los rebeldes indígenas en 1542, muy probablemente el pueblo tuvo su origen en el asentamiento de indígenas pacificados al término del conflicto, entre 1550 y 1552; en el año de 1772 es mencionado como parte de la cofradía de Jalostotitlán.
Al consumarse la independencia de México y la creación del estado de Jalisco, quedó inicialmente incluido en el Cantón de La Barca y luego pasó al Cantón de Teocaltiche, finalmente y desde 1903 es parte del municipio de Cañadas de Obregón.
Desde 2009 los habitantes del pueblo se han enfrentado al proyecto de construcción de la Presa El Zapotillo en el cauce del río Verde y cuyo embalse inundaría el actual emplazamiento de la población y que las autoridades pretenden reubicar; proyecto al que los habitantes se oponen rotundamente debido a que significaría la pérdida de sus tierras y forma de vida, así como los monumentos históricos con que cuenta el poblado como la Basílica de Nuestra Señora de los Remedios.

## Localización y demografía
Temacapulín se encuentra localizado en las coordenadas geográficas 21°11′18″N 102°42′24″O / 21.18833, -102.70667 y a una altitud de 1 640 metros sobre el nivel del mar; se encuentra a unos cinco kilómetros al norte de la cabecera municipal, Cañadas de Obregón, con la que se comunica por una carretera de terracería que es su única vía de comunicación. La distancia a la ciudad de Guadalajara, capital del estado, es de aproximadamente cien kilómetros.
De acuerdo a los resultados del Censo de Población y Vivienda realizado en 2010 por el Instituto Nacional de Estadística y Geografía, la población te Temacapulín asciende a 332 personas, de las cuales 162 son hombres y 170 son mujeres.